# Смъртта на Бъни Мънро
„Смъртта на Бъни Мънро“ е втората книга на австралийския певец и писател Ник Кейв. За пръв път е издадена в Англия през 2009 г.

## Сюжет
Романът разказва историята на Бъни Мънро, женкар и алкохолик на средна възраст, който остава самотен родител след като жена му се самоубива. Действието се развива в Брайтън през 2003 г. Много от имената на местата и улиците, използвани в книгата, са реални.

## Публикации
- 2009, Великобритания, Canongate Books, ISBN 978-1-84767-376-3, 3 Sep 2009, твърди корици, 304 стр.
- 2009, САЩ, Faber & Faber, ISBN 978-0-86547-910-4, 1 Sep 2009, твърди корици, 288 стр.
- 2009, България, Прозорец, ISBN 978-954-733-642-1, меки корици, 246 стр.